# Mořinka

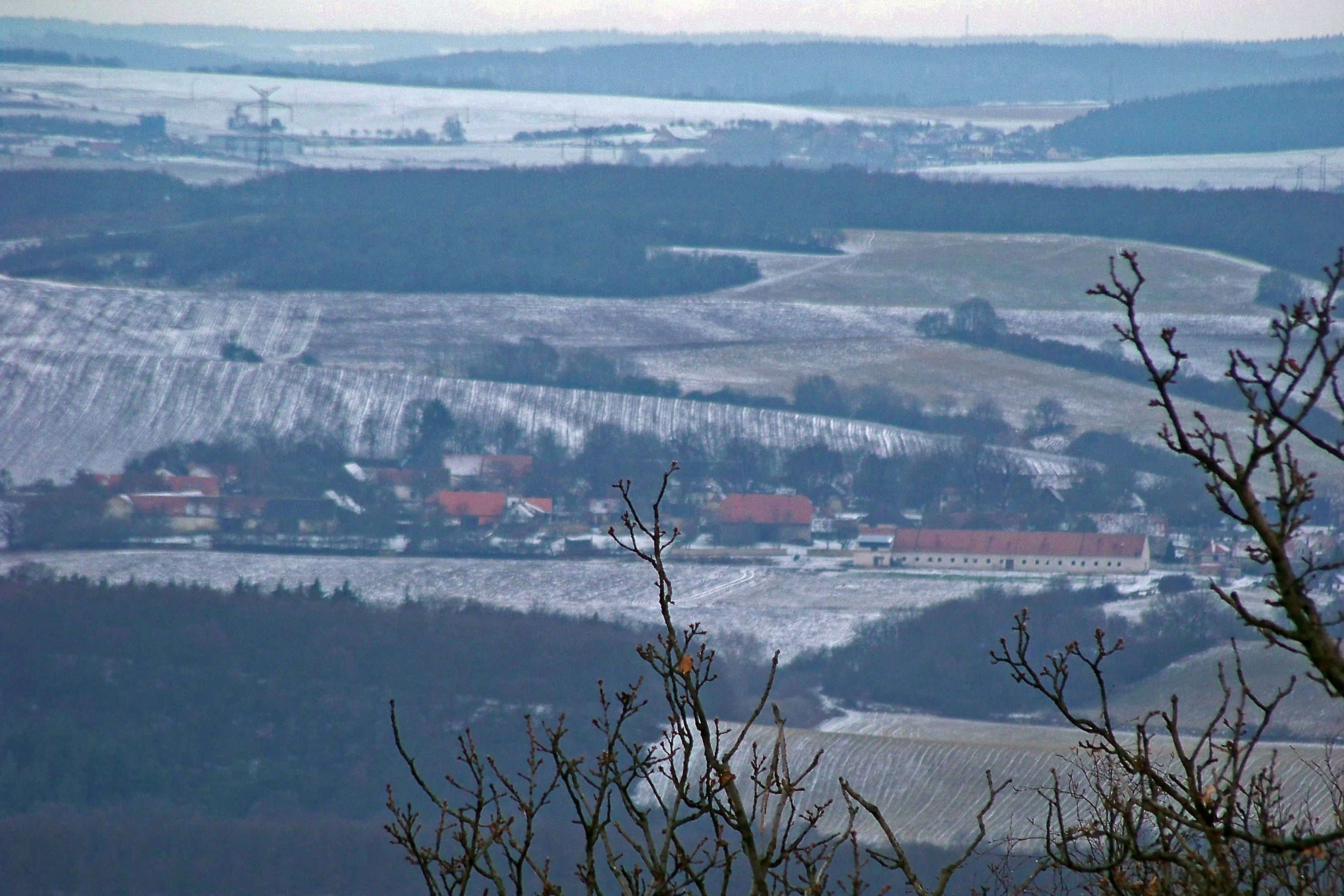
Blick vom Hvíždinec auf Mořinka

Mořinka (deutsch Klein Morschin) ist eine Gemeinde in Tschechien. Sie liegt drei Kilometer nordwestlich von Dobřichovice und gehört zum Okres Beroun.

## Geographie
Mořinka befindet sich auf einer Hochebene in der Karlštejnská vrchovina (Karlsteiner Hügelland) im Landschaftsschutzgebiet Český kras (Böhmischer Karst). Gegen Osten bildet der Bach Karlický potok ein tiefes Tal. Nordöstlich erheben sich der Čabrak (406 m) und die Bukovka (387 m), östlich der Kopec (391 m), im Süden der Louček (338 m), südwestlich der Políčko (360 m), im Westen die Haknová (402 m) sowie nordwestlich die Výška (425 m).
Nachbarorte sind Trněný Újezd, Dolní Roblín und Roblín im Norden, Tůmův Mlýn, Kala, Solopisky und Vonoklasy im Nordosten, Karlické Údolí, Bukovka, Slunečná und Karlík im Osten, Dobřichovice und Lety im Südosten, Jitřenka, Černá Skála, Rovina und V Chaloupkách im Süden, Zadní Třebaň, Hlásná Třebaň und Klučice im Südwesten, Poučník, Karlštejn und V Hlubokém im Westen sowie Mořina im Nordwesten.

## Geschichte
Die erste schriftliche Erwähnung des Ortes erfolgte im Jahre 1338. Im Jahre 1342 gehörte Mořinka zu den Besitzungen der Dobřichovicer Kreuzherren. Im Zuge der Errichtung der Burg Karlstein ließ Karl IV. im Jahre 1348 über dem Durchbruchstal des Karlický potok die Wachtburg Karlík anlegen. 1352 schenkte Karl IV. die Dörfer Mořinka mit 18 Huben und Mořina mit 30 Huben Land dem Prager Slawenkloster. Im Jahre 1356 verkaufte das Kloster beide Dörfer für 200 Schock Prager Groschen an den Prager Domdechanten Przedwogius (Přecho). Von diesem erwarb sie Karl IV. 1357 im Austausch gegen die Wälder Černý háj und Lom bei Chraštice mit der Ausdehnung von 1152 Strich zurück und schlug sie der neu errichteten Burggrafschaft Karlstein zu.
Zu Beginn des 17. Jahrhunderts bestand Mořinka aus vier Bauernwirtschaften, zehn Chalupnern und einer Mühle. 1619 wurde die Burggrafschaft Karlstein aufgehoben und zugleich auch die Kronjuwelen und das königliche Archiv nach Prag verbracht. Im Jahre 1625 ging die Herrschaft Karlstein in den direkten Besitz der böhmischen Königinnen über. Während des Dreißigjährigen Krieges verödete das Dorf. In der berní rula von 1653 sind für Mořinka drei Bauernhöfe, sieben Chaluppen und eine wüste Mühle aufgeführt.
Im Jahre 1846 bestand Klein-Mořin bzw. Mořinka aus 42 Häusern mit 276 Einwohnern. Im Ort gab es ein obrigkeitliches Försterhaus. Abseits lag die aus sechs Häusern bestehende Siedlung W Chaloupkách. Pfarrort war Karlstein. Bis zur Mitte des 19. Jahrhunderts blieb das Dorf der k.k. Tafel-Herrschaft Karlstein im Beruaner Kreis untertänig.
Nach der Aufhebung der Patrimonialherrschaften bildete Malá Mořina / Klein-Mořin ab 1850 mit dem Ortsteil Karlík eine Gemeinde im Gerichtsbezirk Beroun. 1868 wurde die Gemeinde dem Bezirk Hořowitz zugeordnet. Ab 1880 führte sie den amtlichen Namen Mořinky. Die Freiwillige Feuerwehr bildete sich 1904. Im Jahre 1910 bestand das Dorf aus 49 Häusern mit 312 Einwohnern. Der Ortsteil Karlík wurde ab 1910 als Dobřichovice 1. díl bezeichnet. Der heutige Gemeindename Mořinka wird seit 1924 verwendet. Im Jahre 1932 lebten in Mořinka mit Dobřichovice 1. díl bzw. Karlík 295 Personen.
Seit 1936 gehört Mořinka zum Okres Beroun. Dobřichovice 1. díl wurde nach dem Ende des Zweiten Weltkrieges nach Dobřichovice umgemeindet. Mořinka bestand im Jahre 1970 aus 53 Wohnhäusern und 182 Erholungsobjekten. Am 1. Jänner 1980 wurde Mořinka nach Mořina eingemeindet. Am 24. November 1990 löste sich Mořinka wieder von Mořina los und bildete eine eigene Gemeinde. Mořinka wurde wegen zahlreicher erhaltener Gebäude in Volksbauweise 1995 zum ländlichen Denkmalschutzgebiet erklärt. Das Dorf besteht heute aus 65 Wohnhäusern und 165 Ferienhäusern.

## Gemeindegliederung
Für die Gemeinde Mořinka sind keine Ortsteile ausgewiesen. Mořinka besteht aus den Grundsiedlungseinheiten Karlické Údolí und Mořinka. Außerdem gehört zur Gemeinde die Ansiedlung V Chaloupkách.

## Sehenswürdigkeiten
- Kapelle des hl. Paulus am Dorfplatz, errichtet in der 1. Hälfte des 19. Jahrhunderts
- Gezimmerte Gehöfte Nr. 2 und Nr. 63 in Volksbauweise
- Reste der Burg Karlík nordöstlich des Dorfes, erhalten ist nur der Burgwall und der Graben. Der Legende nach diente die Burg zu Zeiten Karls IV. als Aufenthaltsort der Königin und des Frauenzimmers, da angeblich Frauen wegen der auf der Burg Karlstein gelagerten Reliquien dort der Zutritt verwehrt blieb. Diese Sage wurde auch Gegenstand des Lustspiels Noc na Karlštejně von Jaroslav Vrchlický. Die Burg liegt seit dem 15. Jahrhundert wüst.
- Naturreservat Karlické údolí, östlich des Dorfes
- Menhir auf der Kuppe nördlich von Mořinka, der zwei Meter hohe und knapp acht Tonnen schwere Kalkstein wurde anlässlich der Jahrtausendwende am 31. Dezember 1999 vom Bildhauer Petr Váňa und einer Gruppe Helfer mittels Rundhölzern und Seilen aufgerichtet.
- Neben dem Menhir steht seit 2003 Zdeňkovo křeslo (Zdeněks Sessel). Das Zdeněk Ruffer geschaffene 1,30 m hohe und 700 Kilogramm Kunstwerk aus Stahlbeton wurde 2003 in einem filmisch dokumentierten Happening vom Betonwerk Lety auf einem Karren die sechs Kilometer bergauf gezogen.[6]